# سيغفريد فيشر
سيغفريد فيشر (بالسويدية: Siegfried Fischer)‏ هو مهندس معماري وكاتب سيناريو وممثل سويدي، ولد في 19 يوليو 1894 في السويد، وتوفي بنفس المكان في 8 أبريل 1976.

## وصلات خارجية
- سيغفريد فيشر على موقع IMDb (الإنجليزية)
- سيغفريد فيشر على موقع قاعدة بيانات الأفلام السويدية (السويدية)
- سيغفريد فيشر على موقع قاعدة بيانات الفيلم (الإنجليزية)